# Encyclopédie française

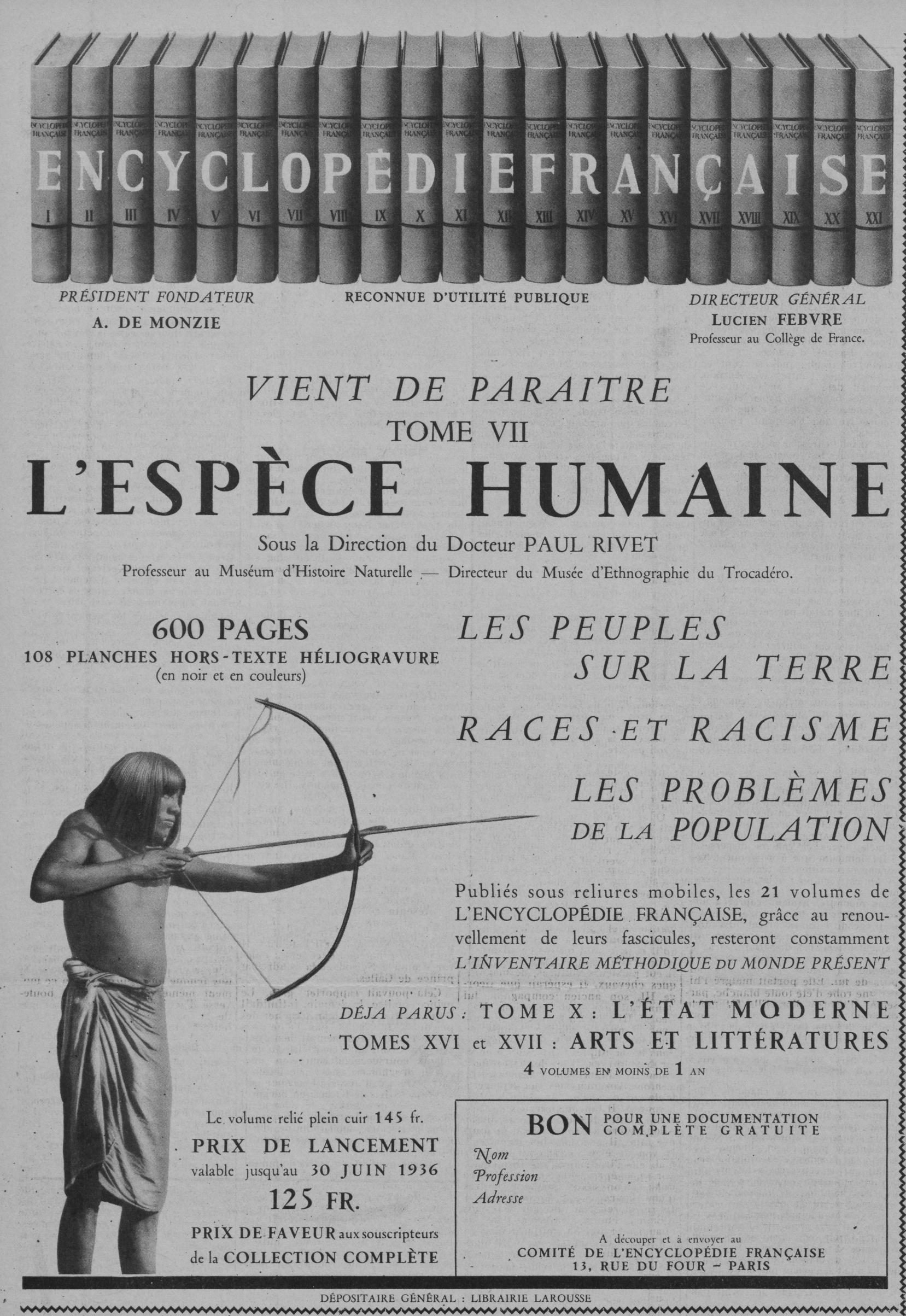
Publicité pour lEncyclopédie française dans Marianne, 1936.

L'Encyclopédie française est une encyclopédie francophone conçue par le ministre de l'Éducation nationale Anatole de Monzie et l'historien Lucien Febvre à partir de juillet 1932. Elle ne s'attache pas à l'ordre alphabétique et ne procède pas par thème, mais par association de thèmes. Elle est parue de 1935 à 1939 sous la direction de Lucien Febvre puis, de 1955 à 1960 sous celle de Gaston Berger (1960, année de son décès). Pierre Abraham a contribué à sa réalisation. 
Dans l'énoncé de son projet, Monzie rejette catégoriquement le modèle encyclopédique où « s'entasse tout ce que les hommes au cours des siècles ont étiqueté, dénommé, classé, analysé, fabriqué, un dictionnaire qui serve de dock aux curiosités du savoir et dans lequel se pressent les biographies qu'entreposent, par dizaines de milliers, nos répertoires actuels ». Mais cette façon de faire est critiquée parce qu'elle ne répond pas à des besoins d'information précis comme ceux que l'on demande à un ouvrage de consultation et elle invite le lecteur à se contenter de « généralisations intelligentes ». En outre, on a questionné les déséquilibres de traitement accordés à des sujets relevant d'un même domaine du savoir. 
Afin de faciliter la mise à jour des données, cet ouvrage est imprimé sur des feuillets mobiles reliés dans un classeur, ce qui conduit  à recourir à un système de pagination original.

## Volumes
Elle comporte vingt volumes établis selon le plan suivant : 
1. L'Outillage mental. Pensée, langage, mathématique.
2. La physique.
3. Le Ciel et la Terre.
4. La vie.
5. Les êtres vivants.
6. L'être humain.
7. Espèce humaine.
8. La vie mentale.
9. L'univers économique et social.
10. L'État moderne, aménagement et crise.
11. La vie internationale.
12. Chimie. Science et industries.
13. Industrie. Agriculture.
14. La civilisation quotidienne.
15. Éducation et instruction.
16. Arts et Littératures dans la société contemporaine : Matériaux et Techniques.
17. Arts et Littératures dans la société contemporaine : Œuvres et Interprétations.
18. La Civilisation écrite.
19. Philosophie. Religion.
20. Le monde en devenir (histoire, évolution, prospective).